# TV5 (Algérie)
Pour les articles homonymes, voir TV5.
TV5 (en arabe : الجزائرية الخامسة), également connue sous le nom de TV Coran (en arabe : قناة القرآن الكريم), est une chaîne de télévision algérienne consacrée au Coran et à la connaissance de l'islam.

## Histoire
Algérie 5 est mise en service initialement à titre expérimental le mercredi 18 mars 2009.

## Diffusion
TV5 émet 8 heures par jour, de 16 h à minuit.

## Identité visuelle

Historique des logos
Logo depuis 2020.

### Pages liées
- TV1
- Canal Algérie
- TV3
- TV4